# Recréation de moteur de jeu
 (décembre 2009).
Une recréation de moteur de jeu est un moteur de jeu vidéo qui remplace le binaire original du moteur qui est fourni avec le jeu original. Les recréations de moteur de jeu sont principalement faites pour permettre le support du jeu sous d'autres systèmes d'exploitation. Dans de nombreux cas, ils sont faits par rétroconception de l'exécutable original, mais parfois, comme cela a été le cas pour certains des moteurs de ScummVM, les développeurs originaux ont aidé les projets en fournissant le source code original ; cela s'appelle alors un portage de source.

## Classement par jeux

### Alone in the DarkdeInfogrames
- FITD

### Beyond ZorkdeInfocom
- Frotz
- JZIP
- Nitfol
- ZIP
- Zip 2000
- ZIP Infinity

### Baldur's GatedeBioWare
- GemRB

### Baldur's Gate: Tales of the Sword Coastde BioWare
- GemRB

### Baldur's Gate II: Shadows of Amnde BioWare
- GemRB

### Baldur's Gate II: Throne of Bhaalde BioWare
- GemRB

### Command and ConquerdeWestwood Studios
- FreeCNC
- FreeRA
- OpenRedAlert

### Command and Conquer: Alerte rougede Westwood Studios
- FreeCNC
- FreeRA
- OpenRedAlert

### Commander Keen: Invasion of the Vorticonsdeid Software
- CloneKeen

### Duke NukemdeApogee Software
- FreeNukem

### Duke Nukem 3DdeApogee Software
- Duke3d_w32
- EDuke32
- JFDuke3D
- xDuke

### Dune IIdeWestwood Studios
- DuneLegacy

### FalloutdeBlack Isle Studios
- FIFE

### Frontier: First EncountersdeDavid Braben
- JJFFE

### Heroes of Might and Magic II: The Succession WarsdeNew World Computing
- Fheroes2

### Icewind Dalede BioWare
- GemRB

### Icewind Dale: Heart of Winterde BioWare
- GemRB

### Icewind Dale: Heart of Winter - Trials of the Luremasterde BioWare
- GemRB

### Icewind Dale IIdeBlack Isle Studios
- GemRB

### Quake III Arenadeid Software
- ioquake3

### Master of OriondeSimtex
- FreeOrion

### Master of Orion II: Battle at Antaresde Simtex
- 2oom

### Planescape: TormentdeBlack Isle Studios
- GemRB

### Prince of PersiadeBrøderbund
- FreePrince

### SyndicatedeBullfrog Productions
- FreeSynd

### The Elder Scrolls III: MorrowinddeBethesda Softworks
- OpenMW

### Ultima VIIdeOrigin Systems
- Exult

### Warcraft: Orcs and HumansdeBlizzard Entertainment
- Alpha-WC1

### Zork IdeInfocom
- Frotz
- JZIP
- Nitfol
- ZIP
- Zip 2000
- ZIP Infinity

### Zork IIde Infocom
- Frotz
- JZIP
- Nitfol
- ZIP
- Zip 2000
- ZIP Infinity

### Zork IIIde Infocom
- Frotz
- JZIP
- Nitfol
- ZIP
- Zip 2000
- ZIP Infinity

### Zork Zerode Infocom
- Frotz
- JZIP
- Nitfol
- ZIP
- Zip 2000
- ZIP Infinity

## Classement par projets

### 2ooM
Développement : Encore en cours 

Moteur pour :
- Master of Orion II: Battle at Antares de Simtex

Jouable : Pas encore jouable 

Fonctionne sous: 

? 

Description : Outils de rendus et d'extractions de données du moteur de jeu de "Master of Orion II: Battle at Antares". L'avenir du projet serait de rendre jouable le jeu avec ces bibliothèques.

Licence : GPL 

Site : http://toom.sourceforge.net/

### Alpha-WC1
Développement : ? 

Moteur pour :
- Warcraft: Orcs and Humans de Blizzard Entertainment

Fonctionne sous: 

? 

Description : Sites down 

Licence : ? 

Site : http://alpha.devnet.ro/wiki/Alpha-WC1 (Alpha-WC1) et http://alpha.devnet.ro/ (Alpha)

### projectanise
Développement : Dernière version datant de 2005-01-11 

Moteur pour :
- aisimai de ?
- crescent de ?
- isle de ?
- kawa de ?
- nanpa1 de ?
- nanpa2 de ?
- nono de ?

Fonctionne sous: 

Win,GNU/Linux,... 

Description : Recréation du moteur de jeu de ELF Corporation, un développeur de jeu nommé Silky's utilise ce moteur. Le moteur originel est prévu pour faire tourner des jeux érotiques. 

Licence : GPL 

Site : http://tomyun.pe.kr/projectanise/

### CloneKeen
Développement : Arrêté en 2005 

Moteur pour :
- Commander Keen: Invasion of the Vorticons de ID Software

Jouable : Jouable 

Fonctionne sous: 

Win,GNU/Linux,... 

Description : Recréation du moteur de jeu de "Commander Keen: Invasion of the Vorticons" 

Licence : GPL 

Site : http://clonekeen.sourceforge.net/

### Duke3d_w32
Développement : Dernier patch en 2006 

Moteur pour :
- Duke Nukem 3D de Apogee Software

Jouable : Oui 

Fonctionne sous: 

Win 

Description : Basé sur le moteur officiel devenu libre. 

Licence : libre? 

Site : http://www.rancidmeat.com/project.php3?id=1

### DuneLegacy
Développement : ? 

Moteur pour :
- Dune II de Westwood Studios

Jouable : ? 

Fonctionne sous: 

? 

Description : ? 

Licence : ? 

Site : http://dunelegacy.sourceforge.net/

### EDuke32
Développement : Encore en Développement 

Moteur pour :
- Duke Nukem 3D de Apogee Software

Jouable : Oui 

Fonctionne sous: 

Win,MAC,Linux 

Description : Basé sur le moteur officiel devenu libre. 

Licence : GNU GPL 

Site : http://eduke32.com/

### Exult
Développement : ? 

Moteur pour :
- Ultima VII de Origin Systems

Jouable : ? 

Fonctionne sous: 

? 

Description : ? 

Licence : ? 

Site : ?

### Fheroes2
Développement : ? 

Moteur pour :
- Heroes of Might and Magic II: The Succession Wars de New World Computing

Jouable : ? 

Fonctionne sous: 

? 

Description : ? 

Licence : ? 

Site : http://sourceforge.net/projects/fheroes2/

### FIFE
Développement : ? 

Moteur pour :
- Fallout de Black Isle Studios

Jouable : ? 

Fonctionne sous: 

? 

Description : ? 

Licence : ? 

Site : ?

### FITD
Développement : ? 

Moteur pour :
- Alone in the Dark de Infogrames

Jouable : ? 

Fonctionne sous: 

? 

Description : ? 

Licence : ? 

Site : http://sourceforge.net/projects/fitd/

### FreeCNC
Développement : ? 

Moteur pour :
- Command and Conquer de Westwood Studios
- Command and Conquer : Alerte Rouge de Westwood Studios

Jouable : ? 

Fonctionne sous: 

? 

Description : Remplacé par FreeRA, lui-même remplacé par OpenRedAlert 

Licence : ? 

Site : http://freecnc.org/

### FreeNukem
Développement : ? 

Moteur pour :
- Duke Nukem de Apogee Software

Jouable : ? 

Fonctionne sous: 

? 

Description : ? 

Licence : ? 

Site : https://launchpad.net/freenukum/

### FreeOrion
Développement : Encore en cours 

Moteur pour :
- Master of Orion de Simtex

Jouable : Jouable ? 

Fonctionne sous: 

Win,GNU/Linux,... 

Description : Recréation du moteur de jeu de "Master of Orion" 

Licence : GPL 

Site : http://www.freeorion.org/

### FreeRA
Développement : ? 

Moteur pour :
- Command and Conquer de Westwood Studios
- Command and Conquer : Alerte Rouge de Westwood Studios

Jouable : ? 

Fonctionne sous: 

? 

Description : Basé sur FreeCNC, remplacé par OpenRedAlert 

Licence : ? 

Site : http://www.freera.org/

### FreeSCI
Développement : ? 

Moteur pour :
... 

et autres basés sur les jeux d'aventure de Sierra qui utilisent SCI engine 

Jouable : ? 

Fonctionne sous: 

? 

Description : ? 

Licence : ? 

Site : http://freesci.linuxgames.com/

### FreeSynd
Développement : ? 

Moteur pour :
- Syndicate de Bullfrog Productions

Jouable : ? 

Fonctionne sous: 

? 

Description : ? 

Licence : ? 

Site : http://freesynd.sourceforge.net/

### FreePrince
Développement : ? 

Moteur pour :
- Prince of Persia de Brøderbund

Jouable : ? 

Fonctionne sous: 

? 

Description : ? 

Licence : GPL 

Site : http://www.princed.org/

### Frotz
Développement : ? 

Moteur pour :
- Zork I de Infocom
- Zork II de Infocom
- Zork III de Infocom
- Beyond Zork de Infocom
- Zork Zero de Infocom

...
ainsi que de nombreux jeux adaptés pour la Z-machine d'Infocom
Jouable : ? 

Fonctionne sous: 

? 

Description : ? 

Licence : ? 

Site : http://frotz.sourceforge.net/

### GemRB
Développement : ? 

Moteur pour :
- Baldur's Gate de BioWare
- Baldur's Gate: Tales of the Sword Coast de BioWare
- Baldur's Gate II: Shadows of Amn de BioWare
- Baldur's Gate II: Throne of Bhaal de BioWare
- Planescape: Torment de Black Isle Studios
- Icewind Dale de BioWare
- Icewind Dale: Heart of Winter de BioWare
- Icewind Dale: Heart of Winter - Trials of the Luremaster de BioWare
- Icewind Dale II de Black Isle Studios

... 

Jouable : ? 

Fonctionne sous: 

? 

Description : Moteur remplaçant le moteur Infinity Engine de BioWare, utilisé dans plusieurs RPGs 

Licence : ? 

Site : http://gemrb.sourceforge.net/

### ioquake3
Développement : ? 

Moteur pour :
- Quake III Arena de id Software

Jouable : ? 

Fonctionne sous: 

? 

Description : ? 

Licence : ? 

Site : http://ioquake3.org/

### JFDuke3D
Développement : Dernière mise à jour en 2005. 

Moteur pour :
- Duke Nukem 3D de Apogee Software

Jouable : Sans garanties. 

Fonctionne sous: 

Win,Linux 

Description : Basé sur le moteur officiel devenu libre. 

Licence : libre? 

Site : http://www.jonof.id.au/jfduke3d

### JJFFE
Développement : ? 

Moteur pour :
- Frontier: First Encounters de David Braben

Jouable : ? 

Fonctionne sous: 

? 

Description : ? 

Licence : ? 

Site : http://www.eliteclub.org.uk/jjffe/about.htm

### JZIP
Développement : ? 

Moteur pour :
- Zork I de Infocom
- Zork II de Infocom
- Zork III de Infocom
- Beyond Zork de Infocom
- Zork Zero de Infocom

... 

ainsi que de nombreux jeux adaptés pour la Z-machine d'Infocom 

Jouable : ? 

Fonctionne sous: 

? 

Description : ? 

Licence : ? 

Site : http://sourceforge.net/projects/jzip/

### Nitfol
Développement : ? 

Moteur pour :
- Zork I de Infocom
- Zork II de Infocom
- Zork III de Infocom
- Beyond Zork de Infocom
- Zork Zero de Infocom

... 

ainsi que de nombreux jeux adaptés pour la Z-machine d'Infocom 

Jouable : ? 

Fonctionne sous: 

? 

Description : ? 

Licence : ? 

Site : http://ifarchive.org/indexes/if-archiveXinfocomXinterpretersXnitfol.html

### OpenMW
Développement : Dernière version le 3 mars 2012 

Moteur pour :
- The Elder Scrolls III: Morrowind

Jouable : Non 

Fonctionne sous: Linux, Windows, Mac OS 

Description : Jeu basé sur Ogre3D et MyGui, Qt pour l'interface de configuration, et développé en C++ . Les données du jeu sont nécessaires pour jouer. 

Licence : GPL v3 

Site : http://openmw.org/

### xDuke
Développement : Dernière mise à jour en 2009 

Moteur pour :
- Duke Nukem 3D de Apogee Software

Jouable : Oui 

Fonctionne sous: 

Win 

Description : Basé sur le moteur officiel devenu libre. 

Licence : libre? 

Site : http://vision.gel.ulaval.ca/~klein/duke3d/

### XZip
Développement : ? 

Moteur pour :
- Zork I de Infocom
- Zork II de Infocom
- Zork III de Infocom
- Beyond Zork de Infocom
- Zork Zero de Infocom

... 

ainsi que de nombreux jeux adaptés pour la Z-machine d'Infocom 

Jouable : ? 

Fonctionne sous: 

? 

Description : ? 

Licence : ? 

Site : http://www.eblong.com/zarf/xzip.html

### ZIP
Développement : ? 

Moteur pour :
- Zork I de Infocom
- Zork II de Infocom
- Zork III de Infocom
- Beyond Zork de Infocom
- Zork Zero de Infocom

... 

ainsi que de nombreux jeux adaptés pour la Z-machine d'Infocom 

Jouable : ? 

Fonctionne sous: 

? 

Description : ? 

Licence : ? 

Site : ?

### Zip 2000
Développement : ? 

Moteur pour :
- Zork I de Infocom
- Zork II de Infocom
- Zork III de Infocom
- Beyond Zork de Infocom
- Zork Zero de Infocom

... 

ainsi que de nombreux jeux adaptés pour la Z-machine d'Infocom 

Jouable : ? 

Fonctionne sous: 

? 

Description : ? 

Licence : ? 

Site : ?

### ZIP Infinity
Développement : ? 

Moteur pour :
- Zork I de Infocom
- Zork II de Infocom
- Zork III de Infocom
- Beyond Zork de Infocom
- Zork Zero de Infocom

... 

ainsi que de nombreux jeux adaptés pour la Z-machine d'Infocom 

Jouable : ? 

Fonctionne sous: 

? 

Description : ? 

Licence : ? 

Site : ?

## Juste à trier

### LotR Engine
Développement : ? 

Moteur pour :
- The Lord of the Rings de Interplay Entertainment

Jouable : ? 

Fonctionne sous: 

? 

Description : ? 

Licence : ? 

Site : http://www.karlin.mff.cuni.cz/~benes/lotr/

### The Lord of the RingsdeInterplay Entertainment
- LotR Engine

### Magnetic
Développement : ? 

Moteur pour :
- The Pawn de Magnetic Scrolls
- Guild of Thieves de Magnetic Scrolls

... 

ainsi que d'autres jeux édités par Magnetic Scrolls. 

Jouable : ? 

Fonctionne sous: 

? 

Description : Moteur de jeu pour de nombreux jeux fait par Magnetic Scrolls. 

Licence : ? 

Site : http://www.if-legends.org/~msmemorial/magnetic.htm

### The Pawnde Magnetic Scrolls
- Magnetic

### Guild of Thievesde Magnetic Scrolls
- Magnetic

### Nekoze
Développement : ? 

Moteur pour :
- Crescendo de Digital Object

... 

ainsi que d'autres jeux édités par Digital Object, ZyX, CD Bros., Will et ilex. 

Jouable : ? 

Fonctionne sous: 

? 

Description : pour faire tourner de nombreux jeux bishōjo créés par D.O., ZyX, CD Bros., Purple, Will, et ilex 

Licence : ? 

Site : http://red.ribbon.to/~nekoze/en/

### CrescendodeDigital Object
- Nekoze

### New RAW
Développement : ? 

Moteur pour :
- Another World de Delphine Software

Jouable : ? 

Fonctionne sous: 

? 

Description : RAW pour Rewritten engine for Another World. 

Licence : ? 

Site : http://sourceforge.net/projects/newraw/

### Another WorlddeDelphine Software
- New RAW

## N
- Nicky pour Nicky Boum
- Nuvie pour Ultima VI

## O
- openc2e pour la série de jeux Creatures
- OpenJazz pour Jazz Jackrabbit
- OpenTTD pour Transport Tycoon Deluxe
- OpenGTA pour Grand Theft Auto
- OpenRedAlert pour Command and Conquert : Alerte Rouge (basé sur FreeRA et FreeCNC)

## P
- Pentagram pour Ultima VIII

## Q
- Q-Gears pour Final Fantasy VII

## R
- raw (Rewritten engine for Another World) et Another World GBA pour Another World
- REminiscence pour Flashback: The Quest for Identity
- Residual pour GrimE, le moteur de Grim Fandango et Escape from Monkey Island (sous-projet de ScummVM)
- RTC (Return to Chaos) est une recréation de Dungeon Master, Chaos Strikes Back, et Dungeon Master II, de George Gilbert.

## S
- Sarien, NAGI, MEKA, DAGII, et JAGI pour les jeux d'aventure Sierra qui utilisent le AGI engine. Projet assimilé par ScummVM.
- SCSharp pour StarCraft
- ScummVM pour les jeux d'aventure LucasArts qui utilisent les moteurs SCUMM et AGI engine et d'autres jeux d'aventures non apparentés avec leur propre moteur (AGOS...).
- Spectalum pour Eye of the Beholder II
- Spring pour Total Annihilation et ses nombreux mods
- Stargus avec Stratagus pour StarCraft

## T
- TwinEngine, (ou Twin-e), pour Little Big Adventure.

## W
- Waffle (voir aussi Kurokoge Patchs anglais) pour faire tourner les jeux de Key sur MacOS 9 et Mac OS X.
- Wargus avec Stratagus pour Warcraft II: Tides of Darkness

## X
- xBaK pour Betrayal at Krondor
- xclannad pour CLANNAD. Voir aussi patchs anglais
- xkanon pour faire tourner les jeux de Key qui utilisent le moteur AVG32, en particulier Kanon. Voir aussi patchs anglais.
- XRick pour Rick Dangerous.
- xu4 pour Ultima IV